# 科学史 (1510年)
科学史上的1510年发生了众多事件，本条目撷取其中部分罗列如下：

## 技术
- 德国纽伦堡的钟表匠彼得·海萊恩制造出了世界上首个怀表。

## 诞生
- 10月6日，约翰·凯厄斯（John Caius），英格兰医生及剑桥大学冈维尔与凯斯学院的捐助者（1573年卒）
- 乔瓦尼·菲利波·英格拉西亚（Giovanni Filippo Ingrassia），西西里岛解剖学家（1580年卒）
- 以下是大致诞生于1510年的人物：
  - 安布鲁瓦兹·巴累（Ambroise Paré），法国医生（1590年卒）
  - 弗朗西斯科·巴斯克斯·德·科罗纳多，西班牙探险家及征服者（1554年卒）

## 逝世
- 2月28日，胡安·德·拉·科萨，西班牙制图师及探险家（1460年生）。